# Очоа Феликс, Клаудия
Клаудия Очоа Феликс (исп. Claudia Ochoa Félix, 15 января 1987, Кульякан — 14 сентября 2019) — мексиканская фотомодель и блогер, которую СМИ обвиняли в связях с преступным подпольем Мексики.

## Биография
По собственным словам, проживала в городе Кульякан в родительском доме, воспитывала двоих сыновей и дочь; также у неё был брат. Хобби — путешествия. Называлась некоторыми СМИ подражательницей Ким Кардашян за внешнее сходство с американской знаменитостью (по лицу и по фигуре). Вела активно аккаунт в соцсети Instagram, где некоторое время находились фотографии с атрибутами роскошной жизни — спорткарами, самолётами и даже оружием, однако также размещала фотографии своих троих детей (двух сыновей и дочери).
19 января 2014 года газета Asento 21 разместила статью о том, что по обвинению в убийствах троих человек был арестован Хосе Родриго Аречига Гамбоа, лидер мексиканской преступной группировки «Лос Антракс», лояльной картелю Синалоа, а Клаудия Очоа Феликс якобы была назначена главой «Лос Антракс». Новость быстро распространилась по всему миру, вследствие чего в адрес семьи Клаудии стали поступать угрозы и оскорбления, а пресса дала ей прозвище «Императрица Лос Антракс» (исп. La Emperatriz de Los Ántrax). Очоа для полного опровержения всех слухов она собрала пресс-конференцию 13 июня 2014 года, на которой отреклась от всех связей с мафией, обвинила прессу во вмешательстве в её жизнь и заявила, что подаст на газету в суд за публикацию подобной порочащей информации; по словам Клаудии, её мать и брат особенно пострадали от таких обвинений.
После скандала Клаудия ограничила доступ в свои аккаунты в социальных сетях и удалила ряд фотографий, которые могли спровоцировать прессу на подобное заявление. Поступок Клаудии повторили ряд пользователей, которых также подозревали в сотрудничестве с мафией и в адрес которых сыпались оскорбления. Предполагалось, что Клаудию могли перепутать с другой женщиной, внешне похожей на неё, которая была запечатлена в сопровождении двух охранников в масках и с оружием; более того, незадолго до этого Грисельду Лопес Перес, бывшую жену одного из самых разыскиваемых преступников мира Хоакина Гусмана Лоэры, и её детей пресса аналогично обвинила в работе на мафию, из-за чего разразился скандал.
14 сентября 2019 года тело Клаудии нашли в её доме в Кульякане: причиной смерти стала аспирация лёгких, вызванная передозировкой наркотиков. За сутки до этого она была на вечеринке в центре города и вернулась домой с парнем, а на следующее утро тот вызвал скорую, которая лишь констатировала смерть. Пресса, несмотря на прежние заявления Клаудии, поспешила связать смерть с влиянием «Лос Антракс».